# Bataille de Cibecue Creek
 (mai 2017).
Si vous disposez d'ouvrages ou d'articles de référence ou si vous connaissez des sites web de qualité traitant du thème abordé ici, merci de compléter l'article en donnant les références utiles à sa vérifiabilité et en les liant à la section « Notes et références ».
Guerres apaches
La bataille de Cibecue Creek est un épisode des guerres apaches, qui a eu lieu en août 1881 entre les États-Unis et les Apaches des montagnes blanches en Arizona, à Cibecue Creek dans la réserve indienne de Fort Apache. Après qu'une expédition de l'armée d'éclaireurs indiens et de soldats a arrêté un homme médecine important, ils ramenaient le prisonnier au fort lorsqu'ils ont été pris dans une embuscade par des Apaches. Au cours du conflit, des soldats ont tué l'homme médecine blessé et la plupart des vingt-trois éclaireurs apaches qui se sont mutinés. Les soldats se sont retirés à Fort Apache et, le lendemain, les Apaches ont organisé une contre-attaque. Ces événements ont déclenché une agitation générale et ont conduit les guerriers apaches à quitter la réserve et à rejoindre Geronimo.